# Allochernes tropicus
Espèce
Synonymes
- Eremochernes tropicus Beier, 1967

Allochernes bactrinus est une espèce de pseudoscorpions de la famille des Chernetidae.

## Distribution
Cette espèce se rencontre en Thaïlande et en Chine au Sichuan.

## Description
Les femelles mesurent de 4 à 4,5 mm.

## Publication originale
- Beier, 1967 : Pseudoscorpione vom kontinentalen Südost-Asien. Pacific Insects, vol. 9, no 2, p. 341-369 (texte intégral).